# Owl Ranch-Amargosa
Owl Ranch-Amargosa és una concentració de població designada pel cens dels Estats Units a l'estat de Texas. Segons el cens del 2000 tenia 527 habitants.

## Demografia
Segons el cens del 2000, Owl Ranch-Amargosa tenia 527 habitants, 157 habitatges, i 127 famílies. La densitat de població era de 90 habitants/km².
Dels 157 habitatges en un 44,6% hi vivien nens de menys de 18 anys, en un 56,1% hi vivien parelles casades, en un 17,8% dones solteres, i en un 18,5% no eren unitats familiars. En el 15,9% dels habitatges hi vivien persones soles el 3,8% de les quals corresponia a persones de 65 anys o més que vivien soles. El nombre mitjà de persones vivint en cada habitatge era de 3,36 i el nombre mitjà de persones que vivien en cada família era de 3,74.
Per edats la població es repartia de la següent manera: un 38,3% tenia menys de 18 anys, un 9,1% entre 18 i 24, un 27,9% entre 25 i 44, un 16,3% de 45 a 60 i un 8,3% 65 anys o més.
L'edat mediana era de 27 anys. Per cada 100 dones de 18 o més anys hi havia 104,4 homes.
La renda mediana per habitatge era de 16.875 $ i la renda mediana per família de 18.750 $. Els homes tenien una renda mediana de 21.797 $ mentre que les dones 12.647 $. La renda per capita de la població era de 5.365 $. Aproximadament el 38,4% de les famílies i el 36,9% de la població estaven per davall del llindar de pobresa.

## Poblacions més properes
El següent diagrama mostra les poblacions més properes.